# Васильев, Сергей Юрьевич
Сергей Юрьевич Васильев (род. 29 июня 1980) — российский футболист, защитник, полузащитник.
В 1996 году перешёл из любительского клуба «Диана» Волжск в команду третьей лиги «Прогресс» Зеленодольск, за которую провёл в том году одну игру. В двух следующих сезонах в третьей и второй лигах сыграл 43 матча, забил один гол. В 1998 году перешёл в клуб первого дивизиона «Рубин» Казань, но, не проведя ни одной игры, вернулся в «Диану», в составе которой в 1999 году сыграл 27 матчей во втором дивизионе. 2000 год провёл в любительском клубе «Алнас» Альметьевск, в составе которого в двух следующих сезонах во втором дивизионе сыграл 50 матчей. В апреле — июне 2003 года провёл 11 матчей, забил один гол в команде чемпионата Казахстана «Есиль» Кокчетав. В 2004 году провёл последний профессиональный сезон за «Алнас» во втором дивизионе.